# Karl Blomeyer

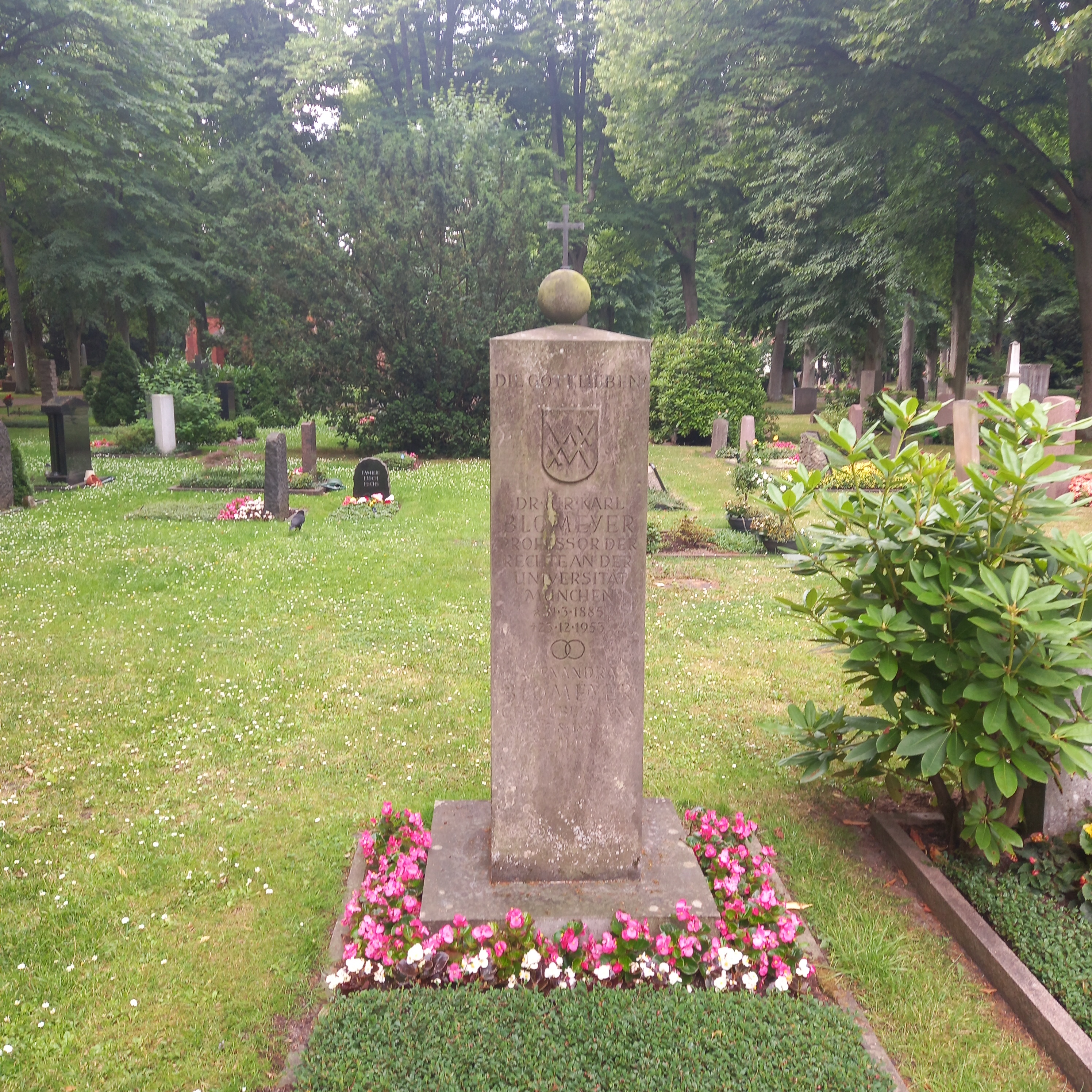
Das Grab von Karl Blomeyer und seiner Ehefrau Alexandra geborene Ebelmann auf dem Riensberger Friedhof in Bremen

Karl Eduard Ferdinand Heinrich Blomeyer (* 31. März 1885 in Jena; † 23. Dezember 1953 in Freiburg im Breisgau) war ein deutscher Rechtswissenschaftler und Hochschullehrer.

## Leben und Werk
Blomeyer, Sohn des späteren Jenaer Oberlandesgerichtspräsidenten Carl Blomeyer, studierte Rechtswissenschaften an den Universitäten Lausanne, Halle, München und Jena. In Jena legte er 1908 sein Erstes Juristisches Staatsexamen ab und weilte in der Folge zu einem Studienaufenthalt in England. Nach seiner Rückkehr nach Deutschland widmete er sich einer Banklehre und leistete gleichzeitig in Jena sein Referendariat ab. Dort legte er 1913 auch sein Zweites Staatsexamen ab. Im selben Jahr wurde er von der Universität Jena mit einer Arbeit über die Schuldübernahme nach § 419 BGB a.F. zum Dr. iur. promoviert. Anschließend arbeitete er als Syndikus einer Hamburger Reederei und später in der Rechtsabteilung einer Großbank, bevor er für kurze Zeit Landrichter wurde.
Von Beginn an kämpfte er als Soldat im Ersten Weltkrieg, wurde aber bereits in den ersten Kriegstagen in Belgien so schwer verwundet, dass er sich in den nächsten zwei Jahren im Krankenhaus aufhalten musste. Nach seiner offiziellen Entlassung wurde Blomeyer Sachbearbeiter im Reichsschatzamt, nach dessen Auflösung im Reichsfinanzministerium. 1920 wurde er Finanzberater der deutschen Gesandtschaft in Stockholm. Später kehrte er in seine Heimatstadt Jena zurück und wurde dort Oberlandesgerichtsrat, ab 1923 hatte er auch einen Lehrauftrag für Zivilprozessrecht an der dortigen Universität inne. 1926 entschied er sich gegen eine Berufung ans Reichsgericht und für ein Ordinariat an der Universität Jena, wo er in der Folge den ordentlichen Lehrstuhl für Bürgerliches Recht, Zivilprozessrecht und Handelsrecht übernahm. 1938 wechselte er an die Universität München auf einen ebenfalls zivilprozessualen Lehrstuhl. Aufgrund seiner ablehnenden Haltung gegenüber den herrschenden Nationalsozialisten kam es wiederholt zu Konflikten mit der Studentenschaft.
Blomeyers Forschungsschwerpunkte lagen vor allem im Bodenrecht und dem Recht der Hypotheken sowie dem Zivilfinanzrecht. Weiterhin forschte er zum Zivilprozessrecht, insbesondere im Vergleich zum Regelungsregime anderer Staaten, vor allem dem von England, Österreich und der Schweiz. Er starb am 23. Dezember 1953 in Freiburg im Breisgau.

## Schriften (Auswahl)
- Zu § 311 und § 419 BGB: Treten die Rechtsfolgen des § 419 BGB. auch bei mangelhafter Form des auf die Vermögensübertragung gerichteten Vertrages ein? Universitätsverlag, Jena 1914 (Dissertation).
- Recht und Gericht in England und in Deutschland. Roßberg'sche Verlagsbuchhandlung, Leipzig 1930.
- Bemerkungen zu neueren Schriften über das Zivilprozessrecht und über die Zivilprozessrechtsreform. Roßberg'sche Verlagsbuchhandlung, Leipzig 1931.
- Die Zukunft der deutschen Zivilrechtspflege. Roßberg'sche Verlagsbuchhandlung, Leipzig 1932.
- Zwangsvollstreckungsrecht: ein Lehrbuch. De Gruyter, Berlin 1933.
- Deutsches Bauernrecht. Weidemann, Berlin 1936.
- Das Recht der Verpflichtungen und Geschäfte. Industrieverlag Spaeth & Linde, Berlin 1938.
- Hypotheken und Grundsicherheiten. Knapp, Frankfurt am Main 1980 (Nachdruck).